# The Other Side of the Door
The Other Side of the Door é um filme de drama romântico produzido nos Estados Unidos e lançado em 1916.